# Erbek
Ne doit pas être confondu avec Erdek ou Eerbeek.

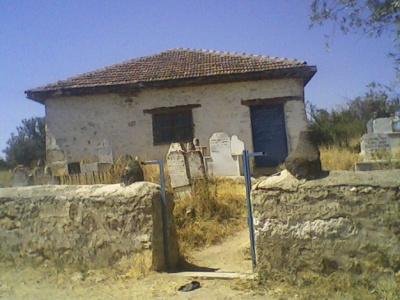
Tombe d'Erbek Bey.

Erbek est un très ancien village de Turquie, situé dans la province de Yozgat et rattaché administrativement à la ville de Sarıkaya. L'activité économique se limite principalement à l'agriculture ainsi qu'à l'élevage bovin. Situe en plein centre de l'Anatolie, lieu de vie et de passage de nombreuses dynasties, le village regorge d'une histoire extrêmement riche.

## Histoire
Erbek est le seul village turc de ce nom. 
Aujourd'hui, les habitants du village sont tous de confession musulmane de rite sunnite du hanafisme.

## Géographie
Le village se situe à une trentaine de kilomètres de Sarikaya et à une altitude moyenne de 1400 mètres sur les plateaux de l’Anatolie centrale. Erbek est à la limite nord est du ilçe (canton) de Sarikaya. Bordé de champs, de vignes ainsi que de forêts de pins et de chênes, le village se trouve a 135 km de Kayseri, 150 km de la Cappadoce et a 280 km de la capitale Ankara.

## Climat
Situé à l'intérieur des terres, Erbek a un climat continental, dans lequel les précipitations sont plus importantes l'hiver que l'été. Les étés sont chauds et secs et les hivers froids avec d'abondantes chutes de neige.

## Personnalités
Une des personnalités dont la famille est originaire du village d'Erbek est le joueur de football Mevlut Erdinc ne dans le Jura en France.